# Bazyli Iwanuszka

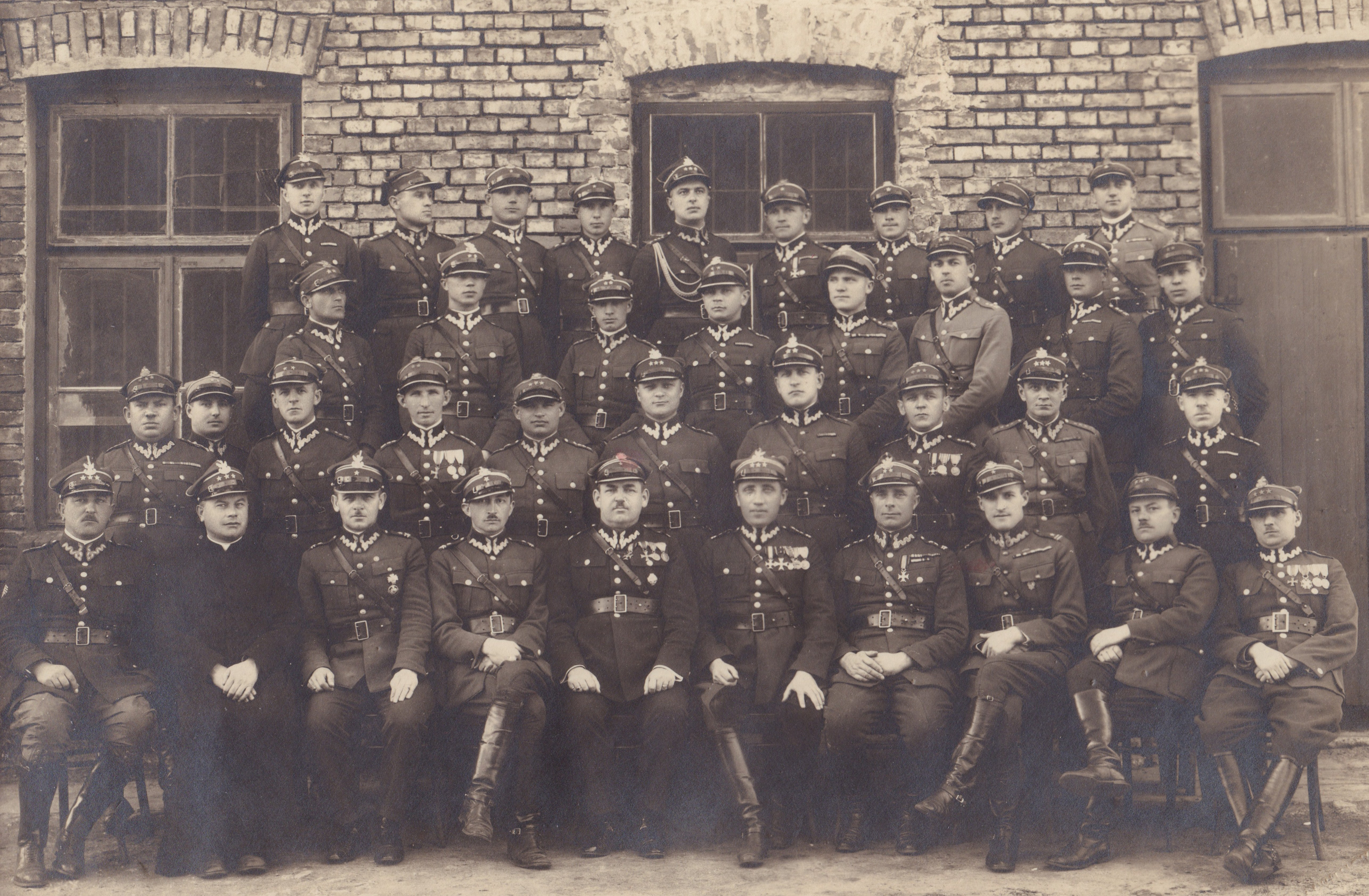
Korpus oficerski 14 pp w I kwartale 1930. W I rzędzie siedzą od lewej: kpt. Emil Zawisza, ks. kpt. Antoni Kosiba, mjr Aleksander Zabłocki, mjr Stanisław Pietrzyk, mjr Mikołaj Świderski, płk Ignacy Misiąg, ppłk Franciszek Sudoł, mjr Aleksander Fiszer, kpt. Józef Tkaczyk i kpt. Stanisław Trojan. W III rzędzie od dołu jako pierwszy z prawej stoi por. Bazyli Iwanuszka.

Bazyli Iwanuszka (ur. 14 lutego 1889 w Załanowie, województwo lwowskie, zm. 13 kwietnia 1940 w Katyniu) – porucznik piechoty Wojska Polskiego, ofiara zbrodni katyńskiej.

## Życiorys
Urodzony w Załanowie, w powiecie rohatyńskim – syn Stefana i Anny z Korytków (rolników). W roku 1905 ukończył, z wynikiem dobrym, piątą klasę gimnazjum w Tarnopolu. W dniu 10 stycznia 1908 r. został powołany jako ochotnik do armii austro węgierskiej. Od 16 stycznia 1908 r. do 1 listopada 1918 r. służył w 7 pułku ułanów, w którego szeregach uczestniczył w I wojnie światowej, walcząc z wojskami carskimi. Awansowany do rangi sierżanta z dniem 10 października 1911 roku. W początkach listopada 1918 wstąpił jako ochotnik do Wojska Polskiego, w którym piastował stanowiska podoficera rachunkowego i prowiantowego . Od 2 listopada 1918 r. do 20 sierpnia 1919 r. pełnił służbę w Wojskowej Stacji Zbornej Koni w Wieliczce, następnie (od 21 sierpnia 1919 r.) służył w Garnizonowym Urzędzie Gospodarczym w Krakowie (z siedzibą w Podgórzu-Wiśle). W dniu 27 października 1919 r. dowódca krakowskiego Garnizonowego Urzędu Gospodarczego, podając Bazylego Iwanuszkę do awansu na sierżanta sztabowego, wystawił mu następującą opinię: „Wymieniony podoficer wyszczególnia się wyjątkową pilnością, gorliwością i sumiennością, jest obeznany ze służbą frontową jako też kancelaryjną, wobec czego zasługuje na wszelkie względy”.
Z dniem 1 marca 1924 roku Prezydent Rzeczypospolitej Stanisław Wojciechowski przemianował urzędnika wojskowego XI rangi (w początkowym okresie
stosowano nazewnictwo: urzędnik wojskowy w randze podporucznika) Bazylego Iwanuszkę z Okręgowego Zakładu Gospodarczego nr X na porucznika, w korpusie oficerów administracji – Dziale Gospodarczym, ze starszeństwem z dnia 1 grudnia 1920 roku i 55. lokatą. W tym okresie przebywał na odkomenderowaniu w Komisji Gospodarczej Szpitala Rejonowego w Kielcach. W drugiej połowie 1924 roku pozostawał nadal etatowym oficerem Okręgowego Zakładu Gospodarczego nr X. Zajmował wówczas 52. lokatę wśród poruczników administracji Działu Gospodarczego w swoim starszeństwie. W październiku 1924 r. ogłoszono jego przydzielenie (bez prawa do należności za przesiedlenie i odkomenderowanie) do oddziału macierzystego (O.Z.G. Nr X) jako oficera nadliczbowego, z jednoczesnym odkomenderowaniem z Komisji Gospodarczej Szpitala Rejonowego w Kielcach do 4 pułku piechoty Legionów - celem przeszkolenia.  
Z dniem 7 stycznia 1925 r. został odkomenderowany (jako oficer O.Z.G. nr 10) na IX-ty pięciomiesięczny Kurs Doszkolenia Młodszych Oficerów Piechoty w Chełmnie (pozostawał wówczas porucznikiem korpusu oficerów administracji - Działu Gospodarczego). W dniu 13 października 1926 r. ogłoszono przeniesienie Bazylego Iwanuszki z korpusu oficerów administracji (Działu Gospodarczego), pozostającego wówczas nadetatowym oficerem kadry oficerów służby intendentury, do korpusu oficerów piechoty - z równoczesnym wcieleniem do 14 pułku piechoty w stopniu porucznika, z lokatą 37,2 i starszeństwem od dnia 1 grudnia 1920 roku.
W roku 1928 jako porucznik korpusu oficerów piechoty pełnił nadal służbę we włocławskim 14 pułku piechoty. W tym czasie zajmował 36. lokatę wśród poruczników piechoty w swoim starszeństwie, a w roku 1930 była to już 28. lokata w starszeństwie (701. lokata łączna wśród poruczników piechoty). W dniu 5 marca 1930 r. odnotowany został na stanowisku oficera materiałowego pułku, a na dzień 16 września 1930 r. piastował funkcję dowódcy 4 kompanii strzeleckiej w II batalionie 14 pułku piechoty.
Zarządzeniem Ministra Spraw Wojskowych marszałka Józefa Piłsudskiego (opublikowanym w dniu 20 września 1930 r.) ogłoszono jego zwolnienie (w korpusie oficerów piechoty) z zajmowanego stanowiska, z pozostawieniem bez przynależności służbowej i równoczesnym oddaniem do dyspozycji właściwego dowódcy Okręgu Korpusu. W stan spoczynku został przeniesiony z dniem 31 marca 1931 roku.
W roku 1934 jako porucznik stanu spoczynku zajmował 9. lokatę w swoim starszeństwie w korpusie oficerów piechoty (starszeństwo z dnia 1 grudnia 1920 r.). Znajdował się wówczas w ewidencji PKU Tarnowskie Góry i przynależał do Oficerskiej Kadry Okręgowej Nr V (przewidziany był do użycia w czasie wojny).
Po agresji ZSRR na Polskę w bliżej nieznanych okolicznościach dostał się do sowieckiej niewoli, w której przetrzymywany był w obozie kozielskim. Wiosną 1940 r. został zamordowany w Katyniu.
Minister Obrony Narodowej decyzją Nr 439/MON z 5 października 2007 r. awansował go pośmiertnie do stopnia kapitana . Awans został ogłoszony 9 listopada 2007 r. w Warszawie, w trakcie uroczystości „Katyń Pamiętamy – Uczcijmy Pamięć Bohaterów”.

## Rodzina
Bazyli Iwanuszka zawarł związek małżeński z Bronisławą z Całusów, ich małżeństwo pozostało bezdzietne . Był wyznania greckokatolickiego, w mowie i piśmie władał językami: polskim, rosyjskim i niemieckim.

## Odznaczenia
- Medal Pamiątkowy za Wojnę 1918–1921[20]
- Medal Dziesięciolecia Odzyskanej Niepodległości[20]
- Krzyż Kampanii Wrześniowej 1939 r. – 1 stycznia 1986 r. (pośmiertnie)[21]